# Shlomo Sorin Rosen
Shlomo Sorin Rosen / Șlomo Sorin Rosen (n. 1978, București) este un rabin român, care a îndeplinit între anii 2007 și 2011 funcția de prim-rabin în Comunitățile Evreiești din România.

## Biografie
Shlomo Sorin Rosen s-a născut în anul 1978 în municipiul București într-o familie mixtă, mama sa fiind româncă creștin ortodoxă, iar tatăl său, evreu. "În discuțiile cu ei din copilărie, când am început să înțeleg ce se întâmplă în lume, mi-au spus că au hotărât la nașterea mea ca eu să fiu cel care decid, în funcție de ce se va întâmpla în viață, dacă să o apuc pe o cale sau cealaltă, însă nu am beneficiat de nici o educație religioasă, nici creștină, nici iudaică“,  s-a confesat el mai târziu.
A absolvit studiile medii la Liceul de Informatică din București. În anul 1993, la vârsta de 15 ani, a fost pentru prima oară în Israel, stând acolo o lună și jumătate. Revenit în România, a început să fie frământat de gândul de a emigra și în acest scop, s-a alăturat Agenției Evreiești pentru Israel, care îi ajuta pe cei care voiau să emigreze. A început să frecventeze mai des sinagoga, participând în fiecare vineri seara la rugăciuni împreună cu alți tineri evrei.
"Mă simțeam și în familie, și foarte atașat de ceea ce se întâmpla. Atunci încă nu știam deloc ebraica și țin minte că un an am stat cu cartea de rugăciuni pe dos. Pe la 18 ani am decis să fac pasul pe care părinții mei l-au avut în vedere încă de când m-am născut, și anume să aleg eu ce religie să am. Am optat pentru iudaism, religia tatălui meu, dar am vrut să aleg mai mult decât o simplă apartenență, să fac pasul complet, așa-numita „trecere la iudaism“. Luasem atunci legătura cu Marele Rabin Menachem Hacohen. El mi-a oferit posibilitatea de a merge în Israel în fața unui tribunal rabinic", a afirmat el.
A absolvit cursurile Facultății de Automatică și Calculatoare din cadrul Universității Politehnice din București, urmând apoi studii rabinice timp de patru ani și jumătate la Institutul de Studii Iudaice „Yeshivat Chovevei Torah” din New York. Deși putea să facă carieră în Statele Unite, atât ca rabin, cât și în domeniul informatic și a primit trei oferte de serviciu excelente în SUA, el a ales să se întoarcă în România.

## Rabin în comunitățile evreiești din România
A fost recomandat pentru funcția de rabin în comunitățile evreiești din România de către decanul și liderul Institutului new-yorkez „Yeshivat Chovevei Torah” (YCT) din New York, rabinul Dov Linzer și de către șeful Departamentului de Lege Iudaică a YCT, rabinul Yaakov Love, care a lăudat dăruirea cu care tânărul rabin a studiat Tora și dragostea sa pentru poporul evreu. A fost numit în această funcție de către Marele Rabin Menachem Hacohen, având ca avantaj faptul că s-a născut și a crescut în România, vorbește limba română, cunoaște foarte bine comunitatea evreiască din România și e tânăr.
În ziua de duminică, 30 septembrie 2007, în cadrul unei ceremonii desfășurate la Templul Coral din București, rabinul Shlomo Sorin Rosen a fost învestit în funcția de rabin în comunitățile evreiești din România. Conform regulilor cultului mozaic, ritualul de învestire a constat în ceremonia dăruirii talitului – o pelerină tradițională cu care a fost îmbrăcat de către mentorul său, Marele Rabin, Menachem Hacohen.
Cu acest prilej, marele rabin Hacohen a declarat că "multe greutăți și provocări îl așteaptă" pe noul rabin. De asemenea, președintele Federației Comunităților Evreiești din România, dr. Aurel Vainer, l-a încredințat pe noul rabin de sprijinul întregii federații. "Noi nu am mai avut rabin pământean în România, după Moses Rosen, și atunci, apariția tânărului Sorin Rosen este pentru noi un semn foarte bun de la Dumnezeu“, a completat el.
La această ceremonie solemnă au participat invitați din lumea întreagă, reprezentanți ai Președinției României, ai guvernului, diplomați ai Ambasadei Israelului și ai Ambasadei Statelor Unite ale Americii, acreditați la București, dar și oameni de cultură și artiști.
Shlomo Sorin Rosen a fost unul dintre cei mai tineri rabini din Europa, fiind ales la aceeași vârstă ca și fostul șef-rabin Alexandru Șafran. 
Comunitatea evreiască din România număra aproximativ 7.000 membri. Noul rabin a declarat că unul dintre obiectivele sale este implicarea tinerilor și a celor care nu sunt încă implicați în viața comunitară.
Din anul 2001, rabinul Rosen a redactat săptamânal, în limba română, comentarii la pericopele Torei (porțiuni biblice ce se citesc în cadrul ritualului sinagogal) și a oferit răspunsuri la întrebări despre evrei și iudaism. Materialele sunt disponibile online la adresa https://www.dvartora.ro.

## Încheierea activității oficiale
În data de 9 martie 2011, la Sinagoga Mare din București a avut loc un eveniment special în onoarea rabinului Shlomo Sorin Rosen, cu ocazia încheierii activității de Prim Rabin al comunităților evreiești din România. Cu această ocazie, a fost lansată “Sidur Lemaan Ahai”, o carte de rugăciuni în limba ebraică, cu transliterare și traducere în limba română, un amplu volum coordonat și editat de rabinul Shlomo Rosen. 

În 2011 a emigrat împreună cu familia sa în Canada, pentru a lucra la o școală evreiască din Montréal. 
În 2022, a terminat o traducere a Torei în limba română.

## Lucrări publicate
- (2010) ”Sanctuar în inima mea - Tora revelată omului de azi” - Editura Hasefer. ISBN 978-973-630-220-6
- (2011) ”Sidur Lemaan Ahai” - carte de rugăciune pentru zilele de lucru, Șabat și sărbători, în limba ebraică, cu traducere și transliterare în limba română.
- (2022) ”Tora și haftarot” - cărțile Geneza, Exodul, Leviticul, Numeri și Deuteronomul - în ediție bilingvă ebraică-română, cu traducere, transliterare și adnotări după surse iudaice. ISBN 978-1-7782397-0-0
- (2023) ”Hagada de Pesah” - cu traducere și transliterare în limba română. ISBN 978-1-7782397-1-7
- (2023) ”Cele cinci meghilot” - cărțile Cântarea Cântărilor, Rut, Plângeri, Eclesiastul și Ester - în ediție bilingvă ebraică-română, cu traducere, transliterare și adnotări după surse iudaice. ISBN 978-1-7782397-2-4